# Хонуу
Хону́у — село, административный центр Момского района Республики Саха (Якутия), Россия.

## Этимология
На якутском языке хонуу означает — «поляна среди леса на возвышенном месте; пастбище, луг; сухая долина». 

## Описание
Расположено в устье реки Момы, впадающей в Индигирку.
Основную часть населения по национальному составу составляют якуты (67,0 %). Здесь также живут русские (15,1 %), эвены (11,8 %), эвенки (0,5 %), юкагиры (0,1 %) и другие национальности (5,5 %). Средний возраст населения 30 лет. Население работает в основном в бюджетных учреждениях: школах, администрации, учреждениях здравоохранения и т. д. Имеет место индивидуальное предпринимательство.
В окрестностях села находится местная достопримечательность — «Ю-гора». Это гора с «залысиной» в центральной ее части, а именно в лесном массиве, в форме буквы "Ю" русского алфавита.
Имеется аэропорт.

## Улицы[3]
- Береговая ул.
- Дачная ул.
- Заложная ул.
- Западная ул.
- им Тарабукина ул.
- Индигирская ул.
- Капитана Елкина ул.
- Лебедева ул.
- Лесная ул.
- Молодёжная ул.
- Новопортовская ул.
- Озёрная ул.
- Портовская ул.
- Портовской пер.
- Северный пер.
- Складской пер.
- Советская ул.
- Спортивная ул.
- Спортивный мкр
- Старкова ул.
- Старостина ул.
- Строителей ул.
- Черемкина ул.
- Школьный пер.
- Юбилейная ул.
- Южная ул.

## Население
| 1939  | 1959 | 1970  | 1979  | 1989  | 2002  | 2010  |
| ----- | ---- | ----- | ----- | ----- | ----- | ----- |
| 403   | ↗768 | ↗1462 | ↗2173 | ↗3057 | ↘2494 | ↘2476 |
| 2021  |      |       |       |       |       |       |
| ↘2052 |      |       |       |       |       |       |